# Narathura irma
Narathura irma is een vlinder uit de familie van de Lycaenidae. De wetenschappelijke naam van de soort is voor het eerst geldig gepubliceerd in 1914 door Fruhstorfer.